# Samurai Fiction
Samurai Fiction (SF・サムライ・フィクション, SF: samurai fikushon) è un film del 1998 diretto da Hiroyuki Nakano.
Conosciuto anche col titolo SF: Episode One, è un atipico film samurai, quasi completamente in bianco e nero, che segue la trama tipica dei film jidaigeki-samurai: la presenza del rock and roll di Tomoyasu Hotei nella colonna sonora lo differenzia tuttavia dai film a cui è ispirato, come per esempio i lavori di Akira Kurosawa. Un lungo spin-off è stato pubblicato nel 2001 col titolo Red Shadow: Aka Kage.
Il fatto che il film sia quasi interamente in bianco e nero, per rendere omaggio ai vecchi "samurai movie", permette un uso artistico e drammatico del colore, questo è particolarmente evidente quando un personaggio viene ucciso, e lo schermo per un attimo lampeggia nei toni del rosso. Il colore è usato per creare effetti anche all'inizio e alla fine del film.
Samurai Fiction è stato il primo lungometraggio per lo sceneggiatore-regista Hiroyuki Nakano, che fino a quel momento era stato regista di video musicali per MTV Japan. Il film è anche stata la prima esperienza da attore per la rockstar giapponese Tomoyasu Hotei.

## Trama
La vicenda ruota intorno a Inukai Heishiro, figlio di un feudatario. Uno dei più preziosi cimeli di famiglia, una spada donata dallo Shōgun, è stata rubata dal samurai Kazamatsuri. Contro l'opinione del padre, Heishiro decide di andare da solo a recuperare la spada, ma il padre manda due ninja con lui per assicurarsi che non faccia niente di stupido.
Kazamatsuri ferisce Heishiro, e uccide uno dei suoi compagni di viaggio: il giovane nobile trascorre un certo periodo con un vecchio samurai e sua figlia Koharu, durante il quale guarisce e pianifica le sue mosse future. Il vecchio samurai cerca di dissuaderlo dal combattimento, ma l'onore di Heishiro non gli permette di lasciare Kazamatsuri vivo. Il samurai, quindi, che si rivela essere il maestro Hanbei Mizogushi lo convince a combattere Kazamatsuri gettandogli delle pietre.
Nel frattempo, Kazamatsuri si ferma per qualche giorno presso una casa di scommesse di proprietà di Lady Okatsu, che si innamora di lui. Una notte, uno dei nina mandati a proteggere la corrompe affinché versi del veleno nel sake per Kazamatsuri, ma lui si accorge del veleno stesso e uccide tutti quelli che si trovano nel locale. Quindi, rapisce Koharu per far sì che il maestro Mizoguchi a combattere contro di lui.
Mizoguchi rivela ad Heishiro di avere ucciso il padre di Koharu, e che in seguito, nonostante la sua grande abilità con la spada, non ha ucciso più nessuno. Quindi i due vanno a cercare Kazamatsuri e salvano Koharu.  Mentre Mizoguchi prende tempo con Kazamatsuri, Heishiro prende Koharu da parte e le dice che la sposerà se Mizoguchi vincerà. Questi combatte contro Kazamatsuri e lo disarma nei pressi di una scogliera. Kazamatsuri, ammessa la sconfitta, si uccide gettandosi dalla scogliera stessa: Heishiro e gli altri scendono a riva, dove non c'è traccia del corpo di Kazamatsuri, ma Koharu nota la spada rubata sul fondo, ed Heishiro la recupera.
Un Flash forward ci porta ad un anno dopo: Heishiro ha sposato Koharu, la spada è tornata al suo posto, e Mizoguchi è ora un ufficiale del clan del padre di Heishiro.

## Riferimenti culturali
Il film contiene al suo interno riferimenti e legami interessanti. Ad esempio, la spada rubata che è al centro dell'intreccio è di proprietà di Toshirō Mifune, star di molti film di samurai di Akira Kurosawa.
I titoli di testa del film giapponese, bicromatici (rosso/nero) e che mostrano la sagoma di un samurai che esegue una kata, sono stati poi parodiati, in nero e blu, da Quentin Tarantino nel suo Kill Bill: Volume 1.
Inoltre, Tarantino ha utilizzato il famoso brano strumentale "Shin Jingi Naki Tatakai" (aka "Battle Without Honor or Humanity") di Hotei, che è anche il titolo di un film di Kinji Fukasaku. La canzone è stata usata nel teaser di Kill Bill vol.1 e nella colonna sonora.

## Licenza
Molti prodotti legati a questo film sono stati realizzati e messi in vendita, dalle edizioni video (DVD/LD/VHS), alla colonna sonora originale (CD), a Samurai Foto, una raccolta di 300 immagini del film.

## SF episode one
Hiroyuki Nakano ha immaginato Samurai Fiction come il primo episodio di una serie chiamata appunto SF. I film sarebbero stati legati tra loro in modo vago, in termini di trame e personaggi, perché Nakano intendeva sperimentare molti generi. Comunque,  stato realizzato solo un secondo film, Stereo Future nel 2001, gli episodi seguenti sono stati dei cortometraggi.